# 近鉄名古屋駅
近鉄名古屋駅（きんてつなごやえき）は、愛知県名古屋市中村区名駅1丁目にある、近畿日本鉄道（近鉄）名古屋線の駅である。駅番号はE01。車内アナウンスでは「近鉄」を省略して名古屋と案内されている。

## 概要
正式には名古屋線の終点であるが、当駅発が下り列車となる。近鉄の前身となる大軌グループ（大阪電気軌道）東方進出の区切り駅となった。歴史も参照。
各社線名古屋駅・名鉄名古屋駅と接続しており、相互に乗り換え可能で実質的には名古屋最大の交通ターミナル「名古屋駅」の一翼を担っている。
- 東海旅客鉄道（JR東海）名古屋駅 - 連絡出改札口・連絡通路あり
- 名古屋鉄道（名鉄）名鉄名古屋駅 - 連絡出改札口あり・地下通路経由
- 名古屋市営地下鉄名古屋駅 - 地下通路経由
- 名古屋臨海高速鉄道名古屋駅 - JR改札外コンコース経由（JR連絡改札口経由の乗り換えは不可）
- 各バスターミナル
  - 名鉄バスセンター、名古屋駅バスターミナル、JR名古屋バスターミナルへは全て屋根のある通路経由で乗り換え可能。

## 歴史
地下出入口は当初、当駅と同時期に計画されていた名古屋鉄道（名鉄）の新名古屋駅（現在の名鉄名古屋駅）の駅舎を共同使用する協定であったが、名鉄側の工事が遅れ、駅部に至っては当駅開業時の段階でも未着工の状態であったために、急遽仮地下出入口を設置して開業に至っている。1941年（昭和16年）に新名古屋駅が開業すると、予定通り当駅との間で、新たに建設された駅舎と地下連絡通路の供用を開始している。
当駅の開業により、大軌グループによって大阪から名古屋に至るまでの路線が完成した。特に、名古屋 - 伊勢間の輸送では鉄道省の運営する参宮線（当時は亀山駅 - 鳥羽駅間）の乗客が7割も減るほどの影響を与えた。
なお、予算の都合から1面1線の配線にする計画も存在したが、結局は将来の発展を見込んで3面3線となった。しかし、それでも戦後の輸送量増加には対応できず、1967年に4面5線への拡幅改造が行われている。この大幅な改良工事により駅の収容車両数は17両から33両とほぼ倍増し、ラッシュ時の列車本数の増発が可能となった。またホームの総面積も従来の920m2から3500m2に増加したため、ラッシュ時の混雑の緩和につながった。
前述の通り、1941年に隣接して名鉄の新名古屋駅が開業したが、この当時は近鉄名古屋線も狭軌（1067mm）を採用していたため、戦中・戦後を通じて名鉄と線路が接続され、戦後の一時期には、団体専用列車に限って相互直通運転が実施されていた。詳しくは名鉄名古屋駅を参照。

### 年表
- 1938年（昭和13年）6月26日：関西急行電鉄の桑名 - 当駅間が開業した際に関急名古屋駅として開業[5]。開業時より地下駅であったが、地下への出入口は仮出入口を設置して開業。
- 1940年（昭和15年）1月1日：参宮急行電鉄が関西急行電鉄を合併[5]。駅名を参急名古屋駅に改称[6]。
- 1941年（昭和16年）
  - 3月15日：大阪電気軌道が参宮急行電鉄を合併し、関西急行鉄道に改称[5]。駅名を再び関急名古屋駅に改称[6]。
  - 8月12日：名古屋鉄道が新名古屋駅（現在の名鉄名古屋駅）を開業。地下連絡用の線路を整備[7]。
- 1944年（昭和19年）6月1日：関西急行鉄道と南海鉄道が合併し、近畿日本鉄道が成立[5]。駅名を近畿日本名古屋駅と改称[6]。
- 1950年（昭和25年）8月4日：名古屋鉄道との団体専用列車の相互直通運転実施（1952年9月30日まで）[8]。
- 1959年（昭和34年）11月27日：標準軌化工事完成[5]。
- 1966年（昭和41年）11月：名古屋近鉄ビル完成[3]。
- 1967年（昭和42年）
  - 6月1日：名古屋近鉄ビルの駅機能完成により、名鉄新名古屋駅で行っていた当駅の出札・改札業務を前日をもって終了[9]。
  - 12月1日：2面2線増の改良工事完成[3]。
- 1969年（昭和44年）4月：国鉄連絡改札開設[3]。
- 1970年（昭和45年）3月1日：駅名を近鉄名古屋駅に改称[6]。
- 1971年（昭和46年）4月1日：定期券専用自動改札機を設置[10]。
- 2006年（平成18年）
  - 3月23日：名古屋近鉄ビルが公示地価上昇率1位になる（前年比38%上昇）。
  - 10月14日：改札内精算所を移転。自動精算機が更新され、JR線連絡改札口付近にも1台増設された。
- 2007年（平成19年）4月1日：ICカード「PiTaPa」使用開始[11]。同時にICOCAとも相互利用開始。
- 2016年（平成28年）2月17日：英語放送開始。
- 2026年（令和8年）3月末～2027年（令和9年）3月末（予定）：2番線・3番線に可動式ホーム柵を設置[12]。

## 駅構造
頭端式ホーム4面5線の地下駅で、ホーム頭端部にはJR線・新幹線連絡改札口、地下改札口、名鉄線連絡改札口（名鉄側の名称は近鉄線のりかえ口）が設けられている。また、各ホーム中央にある階段、エスカレーターを上った先で、近鉄ビル（近鉄パッセ）中地下1階に繋がり、正面改札口が設けられている。

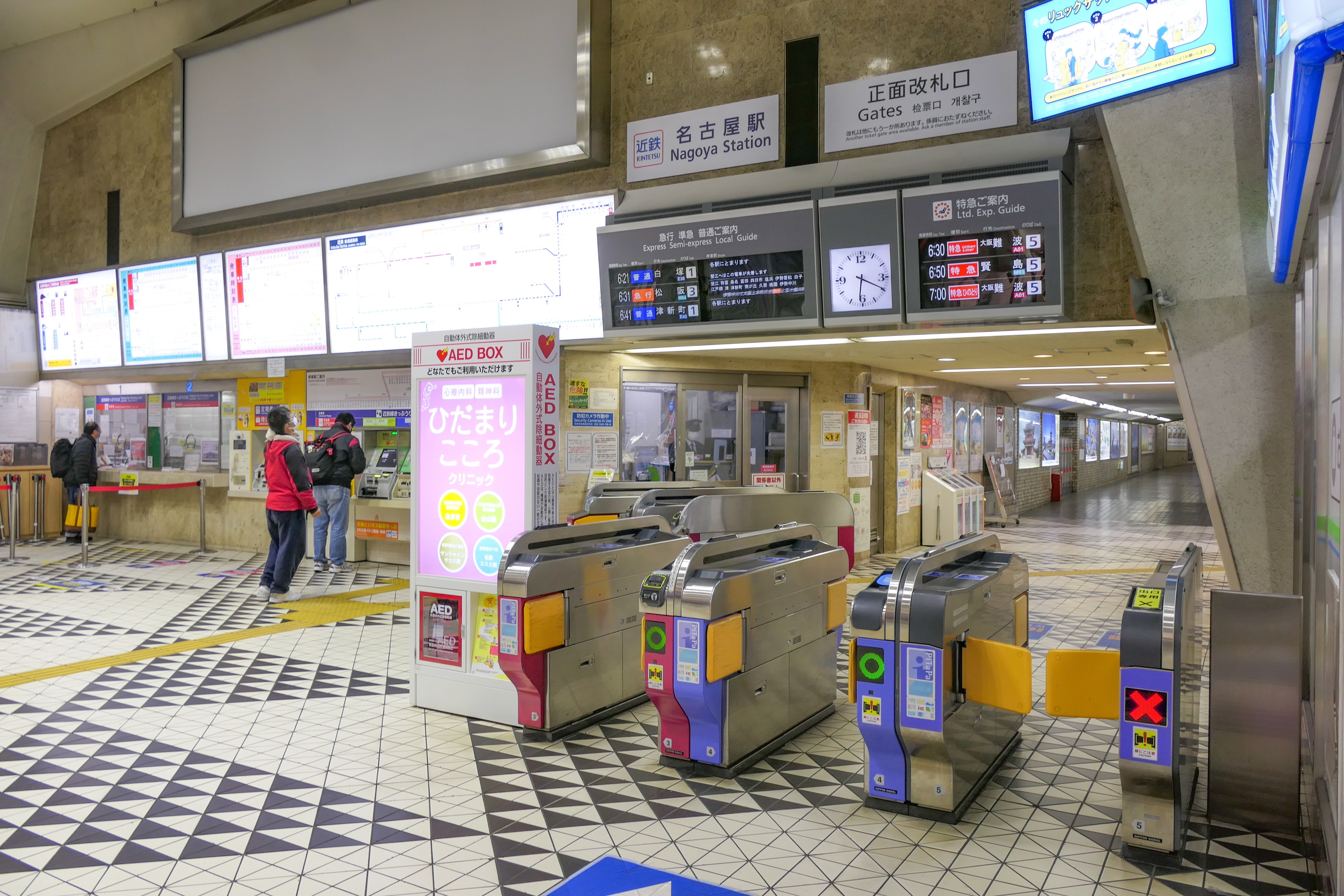
正面改札口
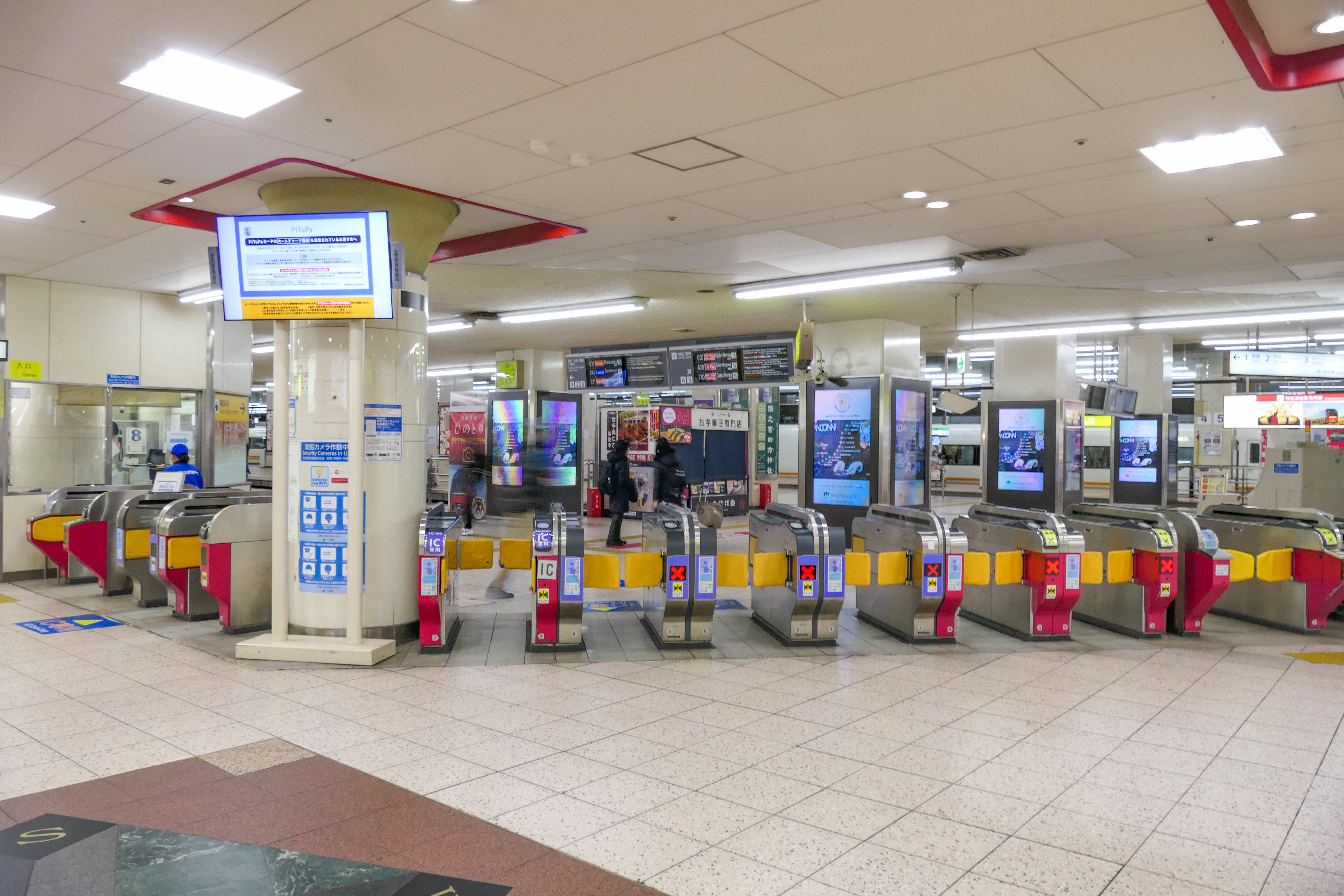
地下改札口
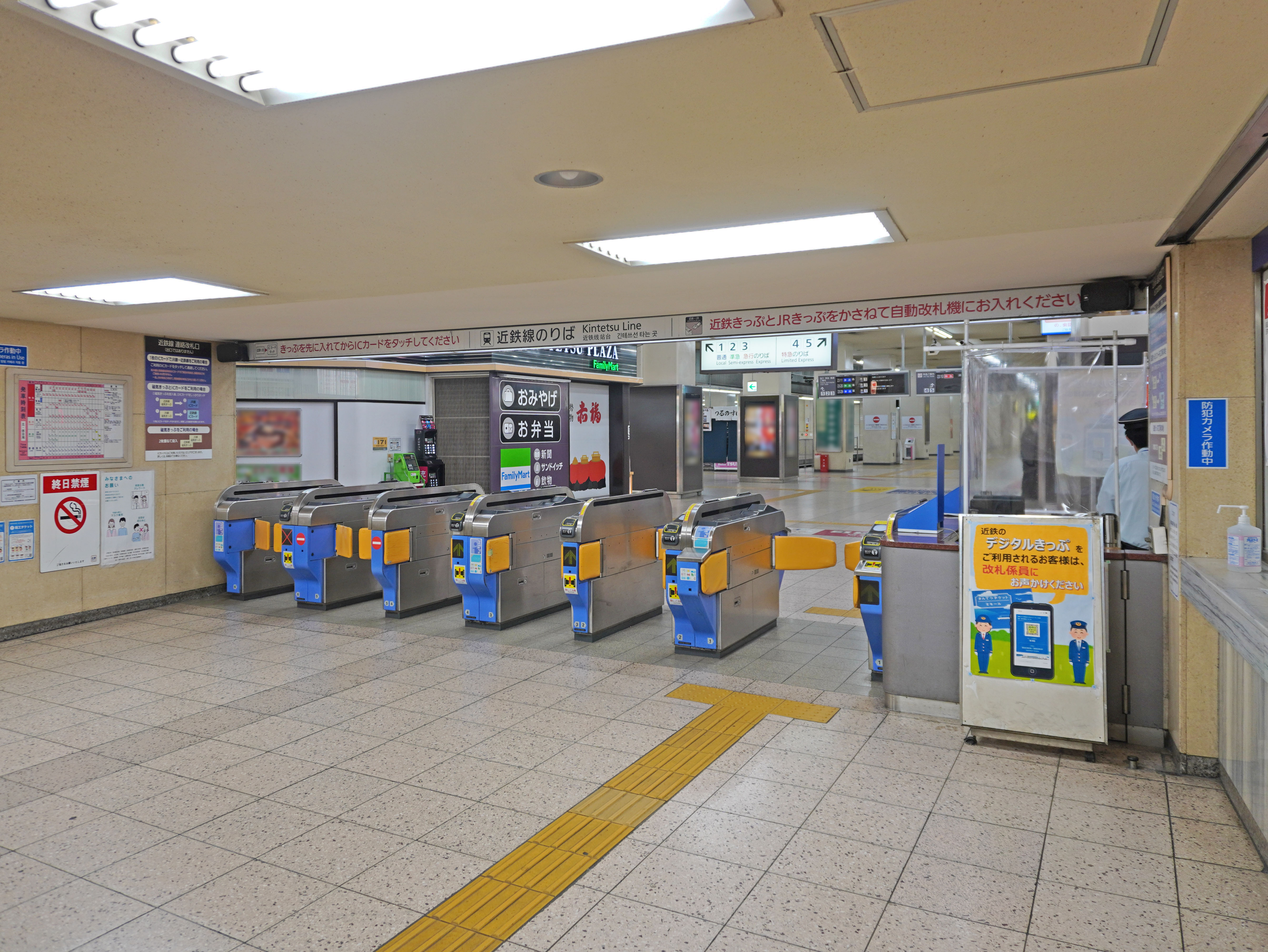
JR東海側から見た近鉄線連絡改札口
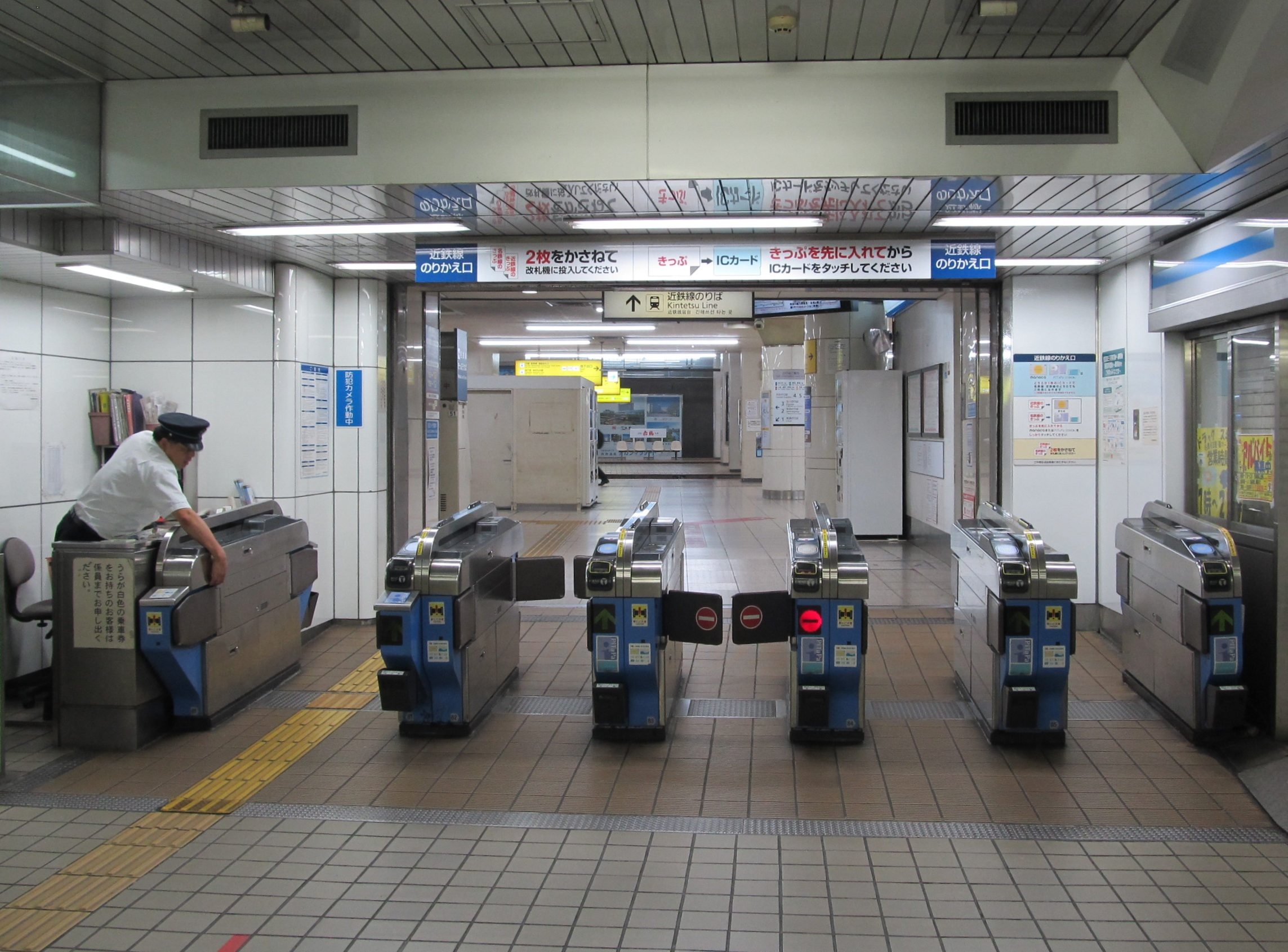
名鉄側から見た近鉄線のりかえ口

### のりば
| 番号 | 種別 | 開扉 | ホーム長 | 乗車位置案内               | 備考                                           |
| ---- | ---- | ---- | -------- | -------------------------- | ---------------------------------------------- |
| 1    | 普通 | 片側 | 4両      | 青○1 - 3                   |                                                |
| 2    | 準急 | 両側 | 5両      | 青○1 - 5 青△1 - 4          | 1番線側のホーム長は4両                         |
| 3    | 急行 | 両側 | 6両      | 白△1 - 6 青○1 - 6 青△2 - 5 | 一部■準急も発車                                |
| 4    | 特急 | 両側 | 8両      |                            | ラッシュ時の急行の到着にも使用（到着後は回送） |
| 5    | 特急 | 片側 | 8両      |                            | 同上                                           |

特急については出発列車を5番線、到着列車を4番線に優先的に割り当てている。毎時00分発の名阪甲特急「ひのとり」は5番線から発車する。当駅発着の特急はほとんどが米野駅（富吉検車区米野車庫）または富吉駅（富吉検車区富吉車庫）との間で回送されるが、一部列車は運用とダイヤの都合上、ホームで折返し整備・車内清掃を行う。
特急列車の発着については、毎時00分発の名阪甲特急「ひのとり」、早朝の5時58分発と毎時30分発の名阪乙特急「アーバンライナー」、毎時10分発と毎時50分発及び17時以降の毎時45分発の名伊乙特急が運行されている。これに加えて、平日は7時台に17分発、土休日は7時台から9時台の毎時20分発と16時台から18時台にかけて名阪甲特急「ひのとり」が設定されているほか、18時台と19時台に毎時2分発の名伊乙特急が設定されており、1時間あたり最大6本設定されている。

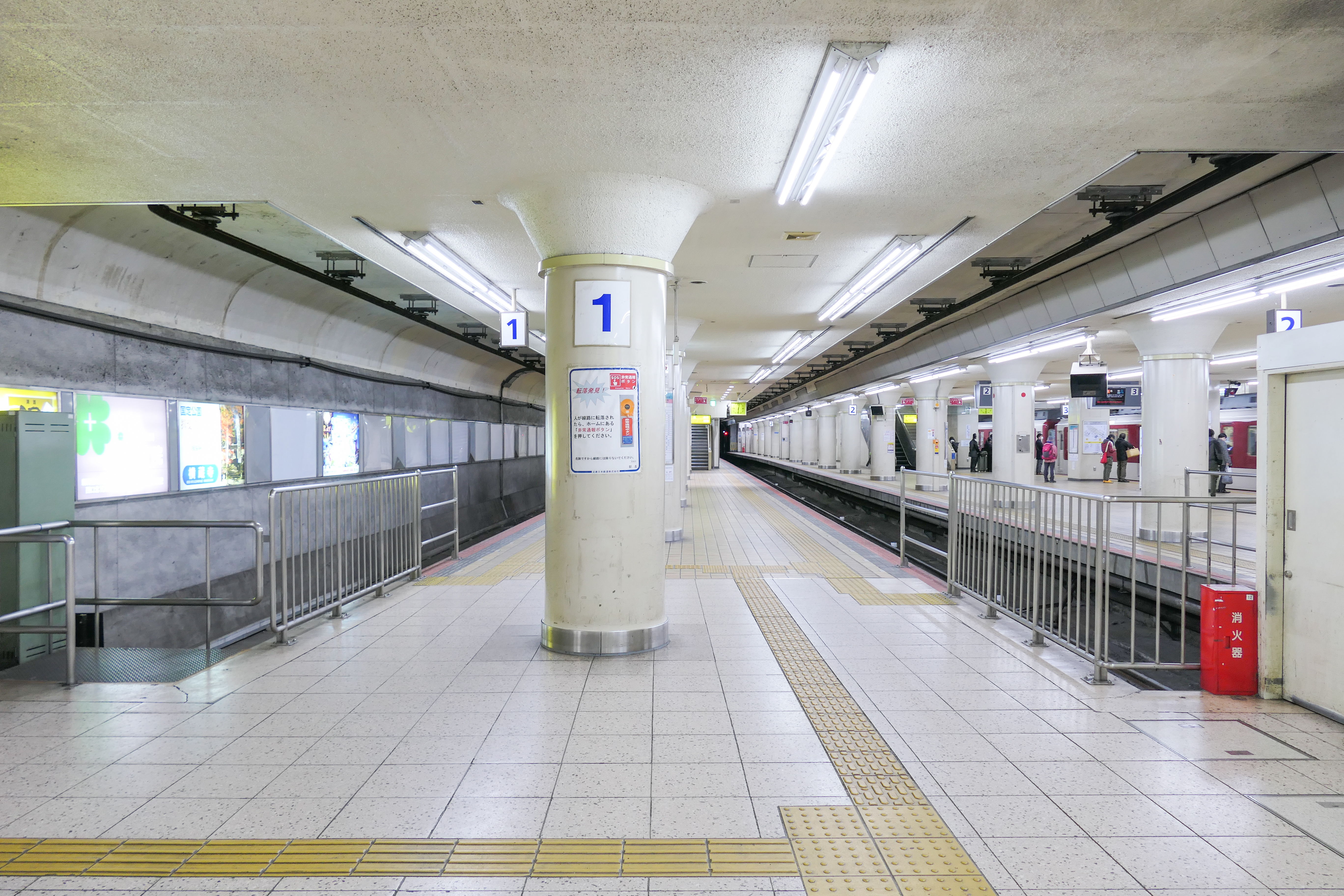
1番線ホーム
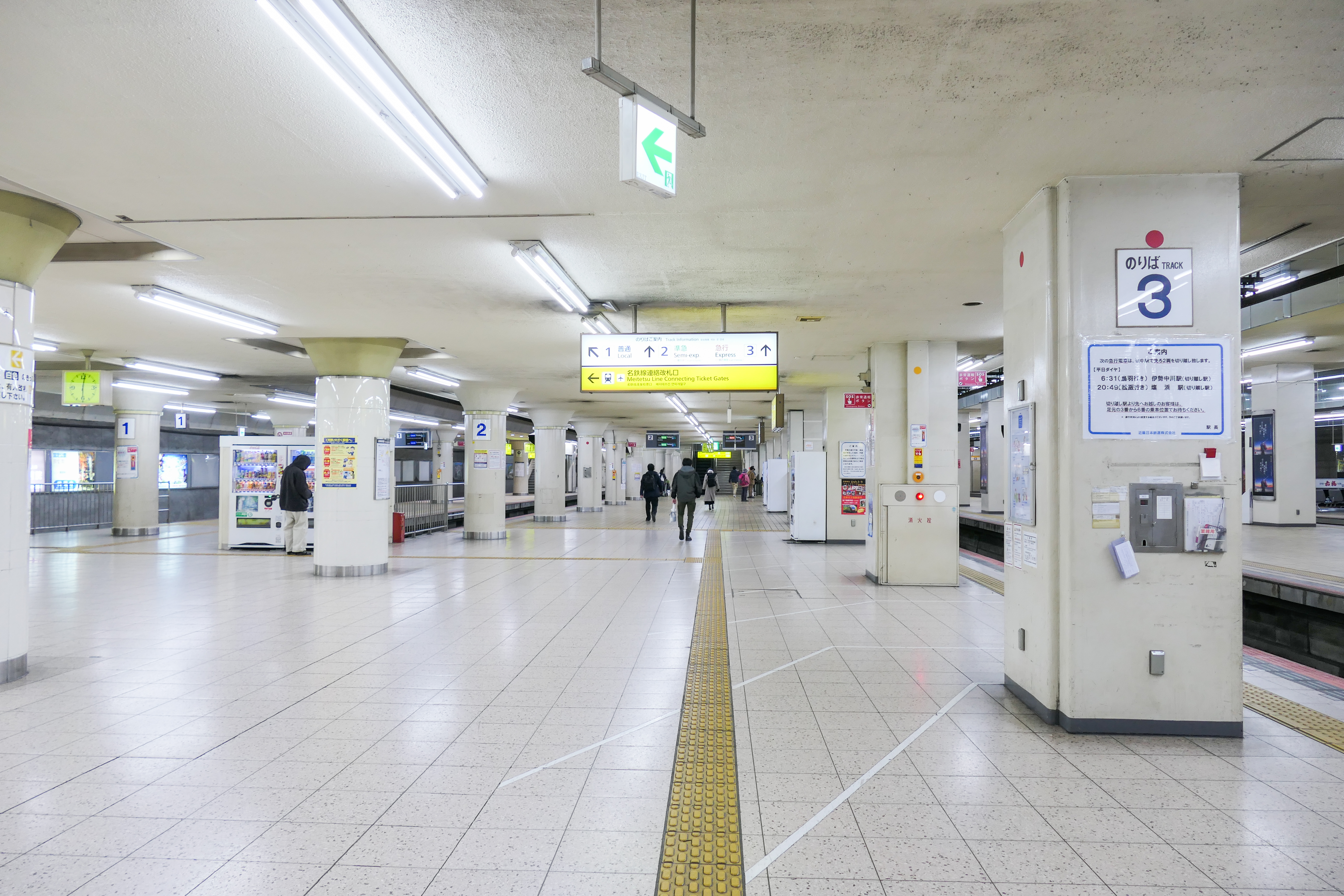
2・3番線ホーム
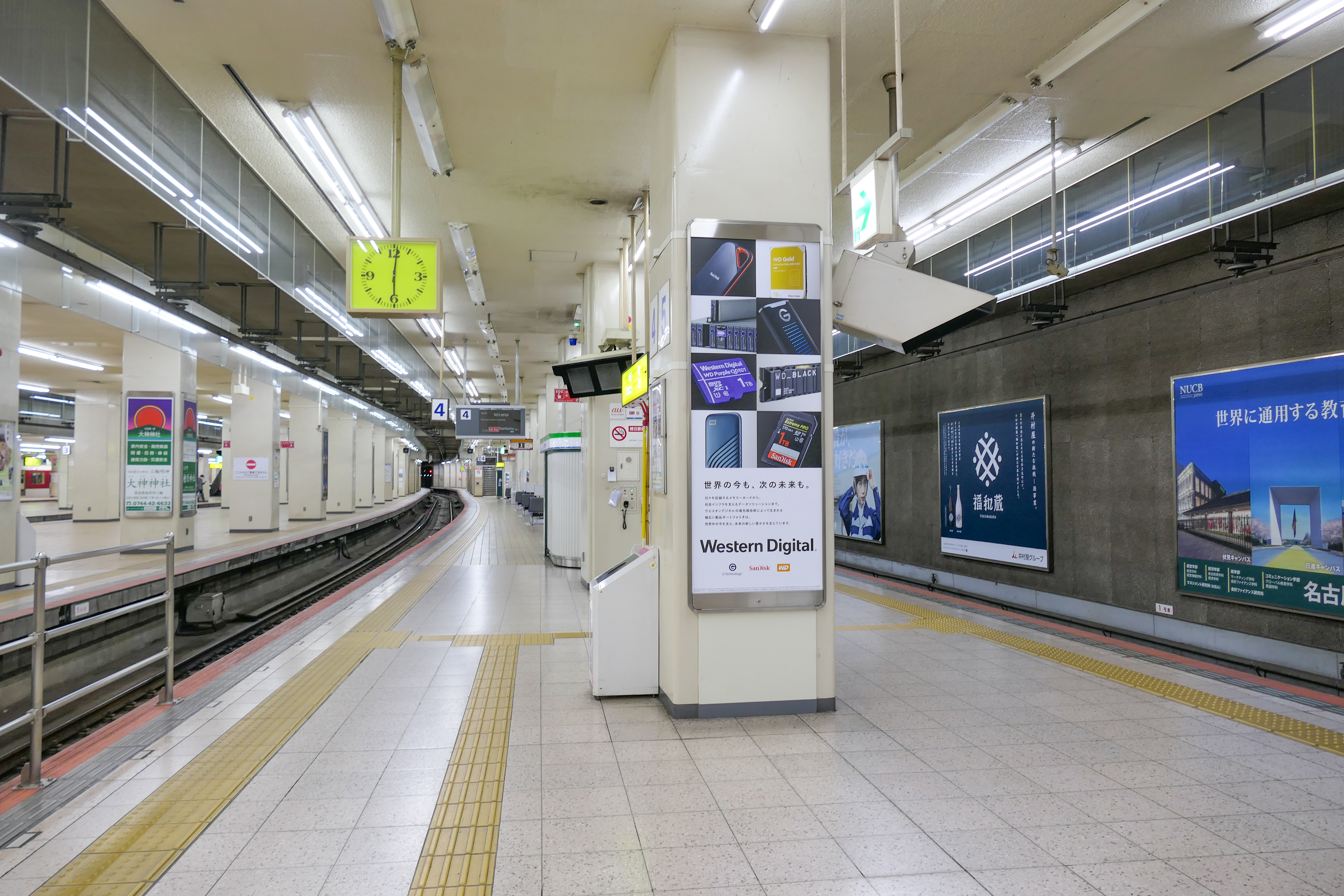
4・5番線ホーム
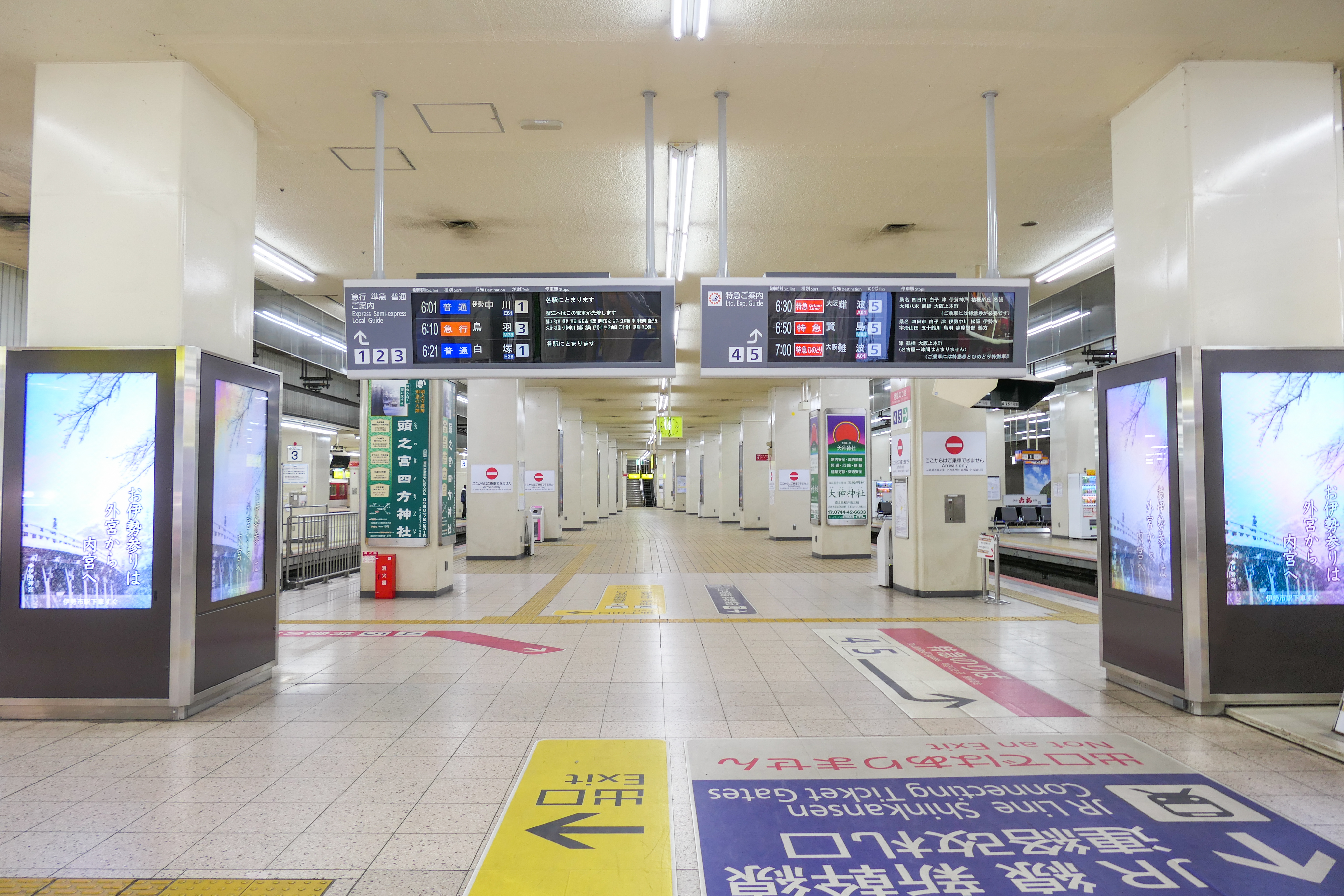
降車専用ホーム
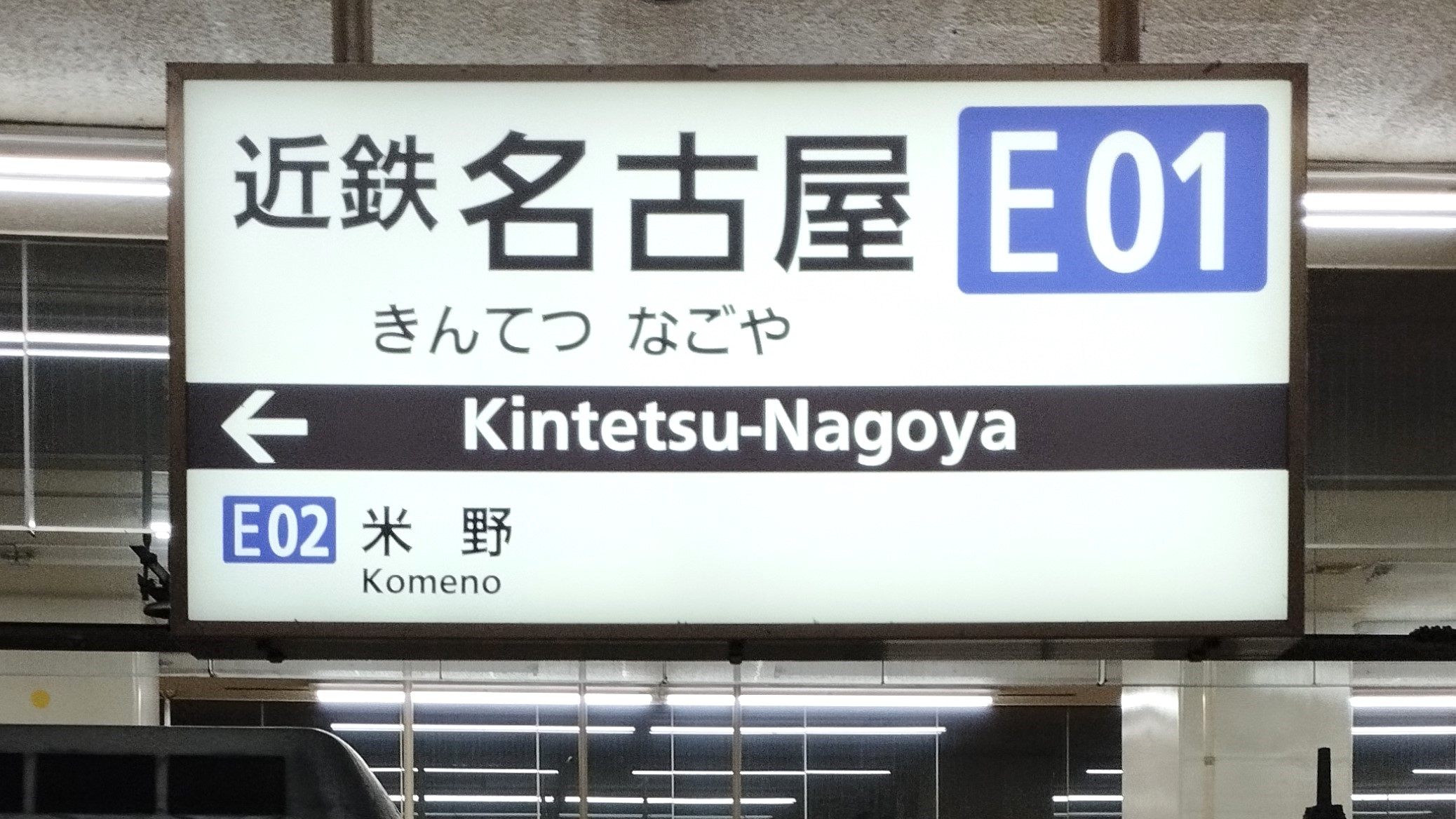
駅名標

### 配線図
| | 近畿日本鉄道 近鉄名古屋駅・米野駅 配線略図 | → 伊勢中川 |
| 凡例 出典: 白線クロスハッチは降車用ホーム。 地下区間で立体交差するJR線・名古屋臨海高速鉄道線は省略した。 |                                            |            |

当駅自体が比較的浅い地下にあり次の米野駅も地平のため、同駅方トンネル坑口付近の勾配は25‰で距離も短い。
1・2番線に入線する場合はすべてのホームから出発列車がポイントにいない場合に限り進入可能となり、3 - 5番線に進入する場合は1・2番線の列車に左右されない。逆に、出発時は3 - 5番線の列車はすべてのホームへ入線する列車がポイントにいる限り発車できない。

## 利用状況
名古屋市統計年鑑 および近畿日本鉄道 によると、1日の平均乗車人員・乗降人員は以下の通りである。
また、乗車人員は1日の平均、乗降人員は特定調査日の値である。近鉄の全駅の中では大阪阿部野橋駅、鶴橋駅、大阪難波駅に次ぐ第4位、大阪市内以外の駅及び近鉄名古屋線の駅では第1位である。
| 年度               | 1日平均 乗車人員 | 特定日   | 特定日   |
| 年度               | 1日平均 乗車人員 | 調査日   | 乗降人員 |
| ------------------ | ---------------- | -------- | -------- |
| 1991年（平成03年） | 80,643           | -        | -        |
| 1992年（平成04年） | 80,101           | 11月11日 | 139,535  |
| 1993年（平成05年） | 79,840           | -        | -        |
| 1994年（平成06年） | 78,533           | -        | -        |
| 1995年（平成07年） | 78,292           | 12月05日 | 129,504  |
| 1996年（平成08年） | 73,731           | -        | -        |
| 1997年（平成09年） | 70,814           | -        | -        |
| 1998年（平成10年） | 69,354           | -        | -        |
| 1999年（平成11年） | 68,792           | -        | -        |
| 2000年（平成12年） | 68,601           | -        | -        |
| 2001年（平成13年） | 67,766           | -        | -        |
| 2002年（平成14年） | 66,778           | -        | -        |
| 2003年（平成15年） | 65,759           | -        | -        |
| 2004年（平成16年） | 65,305           | -        | -        |
| 2005年（平成17年） | 65,636           | 11月08日 | 110,144  |
| 2006年（平成18年） | 64,569           | -        | -        |
| 2007年（平成19年） | 64,494           | -        | -        |
| 2008年（平成20年） | 63,739           | 11月18日 | 108,792  |
| 2009年（平成21年） | 61,176           | -        | -        |
| 2010年（平成22年） | 61,062           | 11月09日 | 106,149  |
| 2011年（平成23年） | 60,498           | -        | -        |
| 2012年（平成24年） | 60,892           | 11月13日 | 102,687  |
| 2013年（平成25年） | 62,941           | -        | -        |
| 2014年（平成26年） | 59,992           | -        | -        |
| 2015年（平成27年） | 61,917           | 11月10日 | 106,751  |
| 2016年（平成28年） | 62,810           | -        | -        |
| 2017年（平成29年） | 63,413           | -        | -        |
| 2018年（平成30年） | 63,171           | 11月13日 | 106,217  |
| 2019年（令和元年） | 63,474           | -        | -        |
| 2020年（令和02年） | 41,118           | -        | -        |
| 2021年（令和03年） | 45,706           | 11月09日 | 80,878   |
| 2022年（令和04年） | 52,891           | 11月08日 | 89,232   |
| 2023年（令和05年） | 56,004           | 11月07日 | 90,883   |
| 2024年（令和06年） |                  | 11月12日 | 92,547   |

当駅の利用状況の変遷を下表に示す。表中、最高値を赤色で、最高値を記録した年度以降の最低値を青色で、最高値を記録した年度以前の最低値を緑色で表記している。
- 輸送実績（乗車人員）の単位は人/年度である。
- 乗降人員調査結果は任意の1日における値（単位：人）である。調査日の天候・行事などの要因によって変動が大きいので、年度間の比較には注意を要する。

| 年度別利用状況（近鉄名古屋駅） | 年度別利用状況（近鉄名古屋駅）      | 年度別利用状況（近鉄名古屋駅）      | 年度別利用状況（近鉄名古屋駅）      | 年度別利用状況（近鉄名古屋駅）      | 年度別利用状況（近鉄名古屋駅）      | 年度別利用状況（近鉄名古屋駅） | 年度別利用状況（近鉄名古屋駅） | 年度別利用状況（近鉄名古屋駅） |
| 年度                           | 当駅分輸送実績（乗車人員）[人/年度] | 当駅分輸送実績（乗車人員）[人/年度] | 当駅分輸送実績（乗車人員）[人/年度] | 当駅分輸送実績（乗車人員）[人/年度] | 当駅分輸送実績（乗車人員）[人/年度] | 乗降人員調査結果 [人/日]       | 乗降人員調査結果 [人/日]       | 特記事項                       |
| ------------------------------ | ----------------------------------- | ----------------------------------- | ----------------------------------- | ----------------------------------- | ----------------------------------- | ------------------------------ | ------------------------------ | ------------------------------ |
| 年度                           | 通勤定期                            | 通学定期                            | 定期外                              | 合計                                | 一日平均                            | 調査日                         | 調査結果                       | 特記事項                       |
| 1978（昭和53）                 | 16,009,920                          | ←←←←                                | 10,706,120                          | 26,716,040                          |                                     |                                |                                |                                |
| 1979（昭和54）                 | 16,458,540                          | ←←←←                                | 11,064,271                          | 27,522,811                          |                                     |                                |                                |                                |
| 1980（昭和55）                 | 16,943,160                          | ←←←←                                | 11,372,432                          | 28,315,592                          |                                     |                                |                                |                                |
| 1981（昭和56）                 | 17,316,480                          | ←←←←                                | 11,227,906                          | 28,544,386                          |                                     |                                |                                |                                |
| 1982（昭和57）                 | 16,797,420                          | ←←←←                                | 11,242,219                          | 28,039,639                          |                                     | 11月16日                       | 130,775                        |                                |
| 1983（昭和58）                 | 16,776,780                          | ←←←←                                | 11,116,094                          | 27,892,874                          |                                     | 11月8日                        | 134,432                        |                                |
| 1984（昭和59）                 | 16,450,650                          | ←←←←                                | 11,081,530                          | 27,532,180                          |                                     | 11月6日                        | 135,918                        |                                |
| 1985（昭和60）                 | 16,188,030                          | ←←←←                                | 11,218,189                          | 27,406,219                          |                                     | 11月12日                       | 132,626                        |                                |
| 1986（昭和61）                 | 16,461,990                          | ←←←←                                | 11,384,160                          | 27,846,150                          |                                     | 11月11日                       | 130,130                        |                                |
| 1987（昭和62）                 | 16,549,920                          | ←←←←                                | 11,110,185                          | 27,660,105                          |                                     | 11月10日                       | 133,224                        |                                |
| 1988（昭和63）                 | 16,568,820                          | ←←←←                                | 11,372,672                          | 27,941,492                          |                                     | 11月8日                        | 133,719                        |                                |
| 1989（平成元）                 | 16,491,930                          | ←←←←                                | 11,504,069                          | 27,995,999                          |                                     | 11月14日                       | 136,477                        |                                |
| 1990（平成2）                  | 16,945,350                          | ←←←←                                | 11,721,278                          | 28,666,628                          |                                     | 11月6日                        | 137,991                        |                                |
| 1991（平成3）                  | 17,662,170                          | ←←←←                                | 11,853,079                          | 29,515,249                          |                                     |                                |                                |                                |
| 1992（平成4）                  | 17,613,720                          | ←←←←                                | 11,623,307                          | 29,237,027                          |                                     | 11月10日                       | 139,535                        |                                |
| 1993（平成5）                  | 17,517,420                          | ←←←←                                | 11,624,297                          | 29,141,717                          |                                     |                                |                                |                                |
| 1994（平成6）                  | 17,336,070                          | ←←←←                                | 11,328,356                          | 28,664,426                          |                                     |                                |                                |                                |
| 1995（平成7）                  | 17,058,300                          | ←←←←                                | 10,864,655                          | 27,922,955                          |                                     | 12月5日                        | 129,504                        |                                |
| 1996（平成8）                  | 16,301,880                          | ←←←←                                | 10,609,885                          | 26,911,765                          |                                     |                                |                                |                                |
| 1997（平成9）                  | 15,520,110                          | ←←←←                                | 10,326,998                          | 25,847,108                          |                                     |                                |                                |                                |
| 1998（平成10）                 | 15,288,600                          | ←←←←                                | 10,025,577                          | 25,314,177                          |                                     |                                |                                |                                |
| 1999（平成11）                 | 15,050,010                          | ←←←←                                | 10,127,835                          | 25,177,845                          |                                     |                                |                                |                                |
| 2000（平成12）                 | 14,832,420                          | ←←←←                                | 10,207,100                          | 25,039,520                          |                                     |                                |                                |                                |
| 2001（平成13）                 | 14,599,320                          | ←←←←                                | 10,135,237                          | 24,734,557                          |                                     |                                |                                |                                |
| 2002（平成14）                 | 14,484,990                          | ←←←←                                | 9,888,960                           | 24,373,950                          |                                     |                                |                                |                                |
| 2003（平成15）                 | 14,303,730                          | ←←←←                                | 9,763,883                           | 24,067,613                          |                                     |                                |                                |                                |
| 2004（平成16）                 | 14,217,990                          | ←←←←                                | 9,618,473                           | 23,836,463                          | 65,305                              |                                |                                |                                |
| 2005（平成17）                 | 14,054,790                          | ←←←←                                | 9,920,526                           | 23,975,316                          | 65,685                              | 11月8日                        | 110,144                        |                                |
| 2006（平成18）                 | 13,979,310                          | ←←←←                                | 9,588,292                           | 23,567,602                          | 64,568                              |                                |                                |                                |
| 2007（平成19）                 | 13,911,690                          | ←←←←                                | 9,692,971                           | 23,604,661                          | 64,493                              |                                |                                |                                |
| 2008（平成20）                 | 13,830,780                          | ←←←←                                | 9,434,053                           | 23,264,833                          | 63,739                              | 11月18日                       | 108,792                        |                                |
| 2009（平成21）                 | 13,543,980                          | ←←←←                                | 8,785,228                           | 22,329,208                          | 61,176                              |                                |                                |                                |
| 2010年（平成22年）             |                                     | ←←←←                                |                                     |                                     |                                     |                                |                                |                                |
| 2011年（平成23年）             |                                     | ←←←←                                |                                     |                                     |                                     |                                |                                |                                |
| 2012年（平成24年）             |                                     | ←←←←                                |                                     |                                     |                                     |                                |                                |                                |
| 2013年（平成25年）             |                                     | ←←←←                                |                                     |                                     |                                     |                                |                                |                                |
| 2014年（平成26年）             |                                     | ←←←←                                |                                     |                                     |                                     |                                |                                |                                |

## 駅周辺

### 主な施設
- 近鉄パッセ

## その他

### きっぷ、カード、改札等について
2013年7月より、ICカード専用改札機が設置された（地上1基、地下3基）。また、パールカード11（回数券カード）はすべての自動券売機で使用可能である。
JR連絡改札口では、近鉄側・JR東海側それぞれの磁気式乗車券の2枚重ねでの投入のほかに、近鉄側のIC乗車カードであるPiTaPaまたはICOCAとJRの磁気式乗車券の組み合わせ、もしくはJR東海側のIC乗車カードであるTOICA・Suica・SUGOCA・ICOCAおよびmanacaのいずれかと近鉄の磁気式乗車券の組み合わせにて乗り継ぎが可能なシステムとなっている。近鉄・JR東海共に利用可能なICOCAのみは、1枚のみでJR連絡改札口を利用することができる（2012年11月1日からの取扱い。近鉄側のICOCA、JR東海側のTOICAにはそれぞれICカード定期券を含む）。
当連絡改札口は、近鉄側、JR東海側からも各種IC乗車カードの2枚同時利用による乗り継ぎはできない。この場合、一旦出場する必要がある（いずれの利用条件についても、当駅構内およびJR名古屋駅構内の当連絡改札口付近にもその旨の注意書きが掲示されている）。JR東海との連絡定期券はICカード式のものが2013年3月23日に発売された。
2007年4月1日の近鉄線のPiTaPa・ICOCA取り扱い開始時から2012年10月31日までは、近鉄側でPiTaPaまたはICOCAを、JR東海側でTOICA・Suica・SUGOCA・manaca（相互利用カードは2012年4月21日以降のもの）のいずれかを2枚重ねでタッチすれば、乗り継ぎが可能なシステムであった。近鉄の磁気式乗車券と併用する場合でも、JR東海側でICOCAを使用することはできなかった。2012年11月現在では、ICOCAのみがIC乗車券1枚のみで乗り継ぎ可能であった。
2013年3月23日にはICOCA以外のPiTaPa・Suica・TOICA・SUGOCA・manacaのほか、相互利用が開始されたKitaca・PASMO・nimoca・はやかけんも1枚で通過が出来るようになっている。
JR連絡改札口横にある5台の券売機（端の2台が在来線近距離用、中央の3台が指定券対応）のさらに横に有人窓口があったが、2017年末までに『サポートつき指定席券売機』に置き換えられ有人窓口は廃止された。
名鉄連絡改札口には近鉄と名鉄の職員が交代で配置される。近鉄側と名鉄側の磁気式乗車券を2枚まとめて投入すれば、正しく乗り継ぎ処理が行われる（2012年2月29日までは、名鉄線用にトランパスも利用可能であった）。また2011年2月11日からの名鉄線へのmanacaの導入、および2012年4月21日からのTOICA・manacaの相互利用開始にも対応したことで、当連絡改札口では、近鉄側のPiTaPaまたはICOCAと名鉄側の磁気式乗車券の組み合わせ、および名鉄側のmanacaまたはTOICAと近鉄側の磁気式乗車券の組み合わせでの、乗り継ぎも可能である。
当連絡改札口においては2012年4月21日現在、名鉄側のmanacaまたはTOICAと、近鉄側のPiTaPaまたはICOCAとのIC乗車カードの2枚同時使用による乗り継ぎはできないため、この乗り継ぎの場合、一旦出場する必要がある。2013年3月23日からは、JR東海側の連絡改札口と同様に、相互利用可能な1枚のIC乗車カードでの乗り継ぎが可能となった。いずれの利用条件についても、当駅構内および名鉄名古屋駅構内の当連絡改札口付近にもその旨の注意書きが掲示されている。なお、2014年9月21日より、名鉄とのIC連絡定期券が発売されている。
2007年4月1日の近鉄線のPiTaPa・ICOCA取り扱い開始時から約8か月間はICカードに対応していなかったため一旦改札口を出る必要があったが、その後近鉄線のIC乗車カードにも対応するようになった。
自動精算機が設置されている（回数券カード・PiTaPa・ICOCAに対応）。特急券および定期券の購入が可能である。
上述の一般用改札口のほかに団体改札口が設置されている。JR名古屋駅広小路口の改札を出た通路を進んだ突き当たりにあり、当駅の正面改札口から各ホームを結ぶ通路に出られるようになっている。使用しないときは、シャッターで閉鎖されている。
正面改札口から当駅ホームへの通路は、途中で名鉄名古屋駅の上を横切っている。また高さを確保するために、地上の道路は通路の位置だけ盛り上がっている。2003年までは名鉄新名古屋駅（当時）のメルサ口（現・新南口）と連絡する通路もあり、メルサ口でも近鉄の乗車券を発売していた。

### 到着・発車時の放送
特急の到着時・発車前の車内チャイムは「久しき昔」。以前は「この道」であった。具体的にいつ車内チャイムが変更されたかは分からない。
特急の発車時（1分前）には、大阪上本町・大阪難波・名張行きおよび臨時運転の湯の山温泉行きの特急は「ウェストミンスターの鐘」とヨシフ・イヴァノヴィチ作曲の「ドナウ川のさざなみ」、伊勢志摩方面の特急は「ウェストミンスターの鐘」とヴィクター・ヤング作曲の「Around the World」、特急しまかぜはヨハン・ブルグミュラー作曲の「真珠」、特急ひのとりはオリジナル曲の「ひかりの鐘」がそれぞれ発車メロディとして流れる。以前はこの発車メロディと自動放送のみであったが、後述の自動放送更新後にさらにブザーが加わるようになった。その他の列車の発車時は自動放送とブザーのみである。
2015年7月10日から2016年12月26日までは、宇治山田・鳥羽・伊勢志摩方面行きの特急は西野カナの『Call Me Up』が使用されていた。

### 付記
駅長が置かれ、当駅から近鉄弥富駅間の各駅を管理している。
開業時からあるホームの柱は丸型で、拡幅されて建設されたホームの柱は角型である。架線は剛体架線を採用している。
伊勢神宮参拝などで要人が利用することがあるため、貴賓室が設置されている。
2009年3月20日に阪神なんば線が開業した事で山陽網干駅や山陽姫路駅から当駅まで標準軌私鉄の路線が繋がった。しかし、近鉄名古屋から大阪難波以西への定期直通運転は行われておらず、当駅から山陽姫路駅へは大阪難波駅に加えて、尼崎駅または神戸三宮駅のいずれか2回の乗り換えが必要となる。近鉄・阪神電気鉄道・山陽電気鉄道の連絡乗車券も2021年時点では発売されていない。同様に阪神なんば線などを経由して阪急電鉄の京都河原町駅・宝塚駅や神戸電鉄の粟生駅・有馬温泉駅・三田駅、能勢電鉄の各駅、京都市営地下鉄の各駅、京阪京津線、京阪石山坂本線の各駅などへも改札を出ずに行けるようになった。
当駅構内のファミリーマート近鉄エキファミ（近鉄名古屋駅4番ホーム南店を除く改札内3店舗・正面改札外1店舗）では、本来は販売エリア外となる伊勢新聞を取り扱っている。

## 隣の駅
近畿日本鉄道
E 名古屋線
- □特急発着駅

■急行・■準急
近鉄名古屋駅 (E01) - 近鉄蟹江駅 (E08)
■普通
近鉄名古屋駅 (E01) - 米野駅 (E02)
- 括弧内は駅番号を示す。